# Daniel Albert Freudweiler

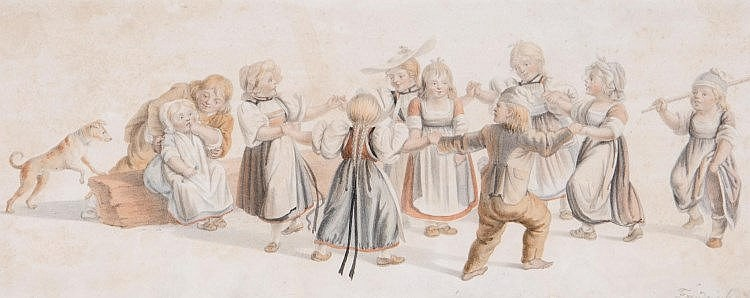
Spielende Kinder

Daniel Albert Freudweiler (* 18. Dezember 1793 in Felsberg GR; † 30. April 1827 in Zürich) war ein Schweizer Porträtmaler und Lithograf.

## Biografie
Daniel Albert Freudweiler, Sohn des Schusters Karl Friedrich Freudweiler, war Schüler von Johannes Pfenninger (1765–1825) in Zürich. Kränklich seit seiner Jugend, verdiente Freudweiler seinen Lebensunterhalt mit Aquarellen und Miniaturporträts, er malte auch Bilder mit religiösen Themen. Von 1818 bis 1821 studierte er an der römischen Accademia di San Luca, blieb in Rom danach bis 1824 und unterhielt dort Kontakte zum Kreis der Nazarener.
Nach seiner Rückkehr nach Zürich malte er zahlreiche Bildnisse und kleinere Genrebilder, schuf auch Lithografien. Freudweiler war der Lehrer von Georg Balder, Carl Arnold Gonzenbach und Hans Conrad Hitz. Freudweiler starb im Alter von 34 Jahren. Er hinterliess das Römische Portraitbuch mit 25 Bleistiftporträts seiner römischen Freunde und Bekannten sowie das Skizzen Büchli aus den Jahren 1819–1820.